# Carlsborg
Carlsborg és una concentració de població designada pel cens dels Estats Units a l'estat de Washington. Segons el cens del 2000 tenia 855 habitants.

## Demografia
Segons el cens del 2000, Carlsborg tenia 855 habitants, 427 habitatges, i 263 famílies. La densitat de població era de 340,3 habitants per km².
Dels 427 habitatges en un 13,3% hi vivien nens de menys de 18 anys, en un 54,1% hi vivien parelles casades, en un 5,2% dones solteres, i en un 38,4% no eren unitats familiars. En el 34,7% dels habitatges hi vivien persones soles el 22,2% de les quals corresponia a persones de 65 anys o més que vivien soles. El nombre mitjà de persones vivint en cada habitatge era de 2 i el nombre mitjà de persones que vivien en cada família era de 2,51.
Per edats la població es repartia de la següent manera: un 14,7% tenia menys de 18 anys, un 3,3% entre 18 i 24, un 13,5% entre 25 i 44, un 20% de 45 a 60 i un 48,5% 65 anys o més.
L'edat mediana era de 64 anys. Per cada 100 dones de 18 o més anys hi havia 86,4 homes.
La renda mediana per habitatge era de 28.103 $ i la renda mediana per família de 36.736 $. Els homes tenien una renda mediana de 25.455 $ mentre que les dones 16.618 $. La renda per capita de la població era de 17.350 $. Aproximadament el 3,6% de les famílies i el 7,5% de la població estaven per davall del llindar de pobresa.

## Poblacions més properes
El següent diagrama mostra les poblacions més properes.